# Загорье (Солонковская сельская община)
Загорье (укр. Загір'я) — село в Солонковской сельской общине Львовского района Львовской области Украины.
Население по переписи 2001 года составляло 312 человек. Занимает площадь 1,33 км². Почтовый индекс — 81139. Телефонный код — 3230.